# Lucas Mareque
Lucas Mareque, né le 12 janvier 1983 à Morón (province de Buenos Aires en Argentine), est un footballeur argentin. Il joue au poste de défenseur latéral gauche. Il possède également la nationalité italienne[réf. nécessaire].

## Biographie
Il termine sa formation au Racing Club, puis signe au Club Atlético River Plate. Il participe aux matches amicaux de présaison et débute le 17 octobre 2004 dans la rencontre CA River Plate 0-2 Almagro. Il participe à 59 matches (45 en championnat et 14 en coupes sud-américaines) pour deux buts inscrits avec River,.
Le 26 janvier 2007, il débute en championnat du Portugal avec le club de Porto contre União Desportiva de Leiria. Même s'il joue peu, il participe à la quête du titre de champion du Portugal. 
En juillet 2007, il est prêté avec option d'achat (2 millions de dollars) au CA Independiente. 
Pour un problème administratif, il ne dispute pas la première rencontre du Tournoi Ouverture 2007. Ses débuts sous les couleurs de l'Independiente ont finalement lieu le 12 août 2007, lors d'une rencontre face au CA Tigre. Sous la direction technique de Pedro Troglio, Mareque a gagné rapidement sa place de titulaire à son poste.
L'Independiente a levé l'option d'achat et il détient maintenant 100 % des droits sur le joueur après avoir payé la somme de 1 500 000 $ à Porto.
En fin de contrat avec Independiente, il signe au FC Lorient pour 2 ans le 11 juillet 2011.

## Palmarès
- Champion du Portugal 2006-2007
- Vainqueur de la Copa Sudamericana en 2010 avec le CA Independiente